# Viola stoloniflora
Viola stoloniflora är en violväxtart som beskrevs av M. Yokota och S. Higa. Viola stoloniflora ingår i släktet violer, och familjen violväxter. Inga underarter finns listade i Catalogue of Life.